# Saint-Agnan-sur-Sarthe

Saint-Agnan-sur-Sarthe este o comună în departamentul Orne, Franța. În 1 ianuarie 2022 avea o populație de 87 de locuitori.